# Norwalk (Connecticut)
Norwalk város az USA Connecticut államában, Fairfield megyében. Lakosainak száma 91 184 fő (2020. április 1.).

## Népesség
A település népességének változása:
| Lakosok száma | 85 603 | 88 145 | 91 184 |
|               | 2010   | 2014   | 2020   |